# فرهنگ رسولی
فرهنگ رسولی، فرهنگ لغتی شش‌زبانه است که یا پادشاه یمن، افضل العباس از خاندان رسول آن را نوشته است یا برای او جمع‌آوری شده است. این فرهنگ لغت، واژگان را در شش زبان عربی، فارسی، ترکی،‌ ارمنی،‌ یونانی و مغولی آورده‌است. اگر چه این کتاب در یمن جمع‌آوری شده است امّا از بسیاری جهت حاصل جهان اوراسیا، پس از حمله مغول و امپراتوری مغولان است. مغولا ارتباطات بین شرق و غرب آسیا را تقویت کردند که موجب گسترش زبان‌آموزی نیز شد.